# Dörnigheim
Dörnigheim ist der größte Stadtteil von Maintal und liegt im hessischen Main-Kinzig-Kreis.

## Geographie

### Geographische Lage
Dörnigheim liegt am rechten Mainufer auf einer Höhe von 103 m über NN. Die Stadt Frankfurt am Main liegt ca. 13 Kilometer westlich, die Stadt Hanau ca. 6 Kilometer östlich von Dörnigheim. Durch den Ort fließt der Braubach, der westlich von Dörnigheim in den Main mündet. 
Die Gemarkungsfläche wird für 1961 mit 985 Hektar angegeben, davon 212 Hektar Wald.

### Nachbarstädte
Dörnigheim grenzt im Norden an den Stadtteil Hochstadt, im Nordwesten an Bischofsheim, im Westen an Fechenheim, im Osten an Hanau-Kesselstadt und – südlich des Mains gelegen – im Südwesten an den Offenbacher Stadtteil Rumpenheim und im Süden an die Stadt Mühlheim am Main und deren Stadtteil Dietesheim.

## Geschichte

### Mittelalter
Die älteste erhaltene Erwähnung von Dörnigheim stammt aus dem Jahr 793 und ist im Lorscher Codex verzeichnet. Ein Wolfbodo schenkte dem Kloster Lorsch seinen Besitz in Dörnigheim.
1064 übergab König Heinrich IV. dem Kloster St. Jakob zu Mainz Dörnigheim als Königsgut. Die Vogtei über den Klosterbesitz vergab es als Lehen den Grafen von Rieneck. Als die Linie Rieneck-Rothenfels 1333 erlosch, erbte Ulrich II. von Hanau über seine Mutter, Elisabeth von Rieneck-Rothenfels, auch die Vogtei über Dörnigheim. Die Herren von Hanau wiederum vergaben die Vogtei als After-Lehen an die Herren von Rüdigheim. Über die Landeshoheit in Dörnigheim bestand ein langjähriger Streit zwischen dem Kloster St. Jakob und dem Haus Hanau. 1475 kam es zu einem Vergleich, durch den die Landeshoheit der Grafschaft Hanau-Münzenberg anerkannt wurde. Diese ordnete das Dorf ihrem Amt Büchertal zu. Da das Kloster aber nicht bereit war, seine übrigen Rechte in Dörnigheim aufzugeben, kam es zu einem jahrhundertelangen Rechtsstreit, der sich bis ins 18. Jahrhundert hinein zog. Das Kirchenpatronat lag zunächst bei der Kurpfalz, die es im 16. Jahrhundert an die Grafen von Hanau-Münzenberg abgab.

### Historische Namensformen
In erhaltenen Urkunden wurde Dörnigheim unter den folgenden Namen erwähnt (in Klammern das Jahr der Erwähnung):
- Turincheim (793)
- Turingeheim (um 850)
- Thurincheim (1064)
- Dorenheim (1258)
- Durnkeim (1282)
- Durinkeym (1288)
- Duringheim (1366)
- Dörnigheim (1554)

### Frühe Neuzeit
Die Reformation setzte sich in der Grafschaft Hanau-Münzenberg in der Mitte des 16. Jahrhunderts zunächst in ihrer lutherischen Ausprägung durch. In einer „zweiten Reformation“, wurde die Konfession der Grafschaft Hanau-Münzenberg erneut gewechselt: Graf Philipp Ludwig II. verfolgte ab 1597 eine entschieden reformierte Kirchenpolitik. Er machte vom Jus reformandi Gebrauch, seinem Recht als Landesherr, die Konfession seiner Untertanen zu bestimmen, und setzte dies für die Grafschaft weitgehend als verbindlich durch, so auch in Dörnigheim. 1720 wurde die Kirchengemeinde von Kesselstadt losgelöst und verselbständigt.
Nach dem Tod des letzten Hanauer Grafen, Johann Reinhard III., 1736, erbte Landgraf Friedrich I. von Hessen-Kassel aufgrund eines Erbvertrages aus dem Jahr 1643 die Grafschaft Hanau-Münzenberg und damit auch das Amt Büchertal mit Dörnigheim.
Aufgrund seiner günstigen Lage zwischen den Städten Hanau im Osten und Frankfurt im Westen florierte der Gaststätten- und Herbergsbetrieb, da Reisende gerne hier eine Rast einlegten. Viele der alten Gaststätten werden heute noch bewirtschaftet.

### Neuere Geschichte
Während der napoleonischen Zeit stand Dörnigheim von 1806 bis 1810 unter französischer Militärverwaltung und gehörte dann von 1810 bis 1813 zum Großherzogtum Frankfurt, Departement Hanau. Anschließend fiel es an Hessen-Kassel, nunmehr „Kurfürstentum Hessen“ genannt, zurück. Hier kam es 1821 zu einer grundlegenden Verwaltungsreform: Das Amt Büchertal wurde dem neu gebildeten Landkreis Hanau zugeschlagen.
Aus dem KZ-Außenlager Katzbach in den Adlerwerken in Frankfurt am Main wurden am 25. März 1945 von der SS ca. 300 Häftlinge durch den Ort getrieben. Das Ziel war die Stadt Hünfeld, da sich die Amerikaner von Westen näherten. 11 der Gefangenen dieses Todesmarschs wurden in Dörnigheim durch einen Genickschuss von den Wachen hingerichtet.
Am 19. August 1945 ereignete sich auf einem 
Industriegelände in der Nähe des Bahnhofs Maintal Ost, damals: „Hochstadt-Dörnigheim“, das als Durchgangslager für amerikanische Soldaten, als Kriegsgefangenenlager und als Depot benutzt wurde, eine Explosion. Der Katastrophe fielen 24 Amerikaner und vier Dörnigheimer Feuerwehrleute zum Opfer.
1964 erhielt Dörnigheim Stadtrechte. Zehn Jahre später, am 1. Juli 1974, wurde Dörnigheim mit Bischofsheim, Hochstadt und Wachenbuchen im Zuge der Gebietsreform in Hessen kraft Landesgesetz zur neuen Stadt Maintal zusammengeschlossen.

### Einwohnerentwicklung
Quelle: Historisches Ortslexikon
| • 1587: | 43 Schützen, 10 Spießer       |
| • 1632: | 38 Hausgesesse                |
| • 1707: | 55 Familien                   |
| • 1753: | 105 Haushaltungen und 4 Juden |
| • 1812: | 100 Feuerstellen              |

| Dörnigheim: Einwohnerzahlen von 1753 bis 2024 | Dörnigheim: Einwohnerzahlen von 1753 bis 2024 | Dörnigheim: Einwohnerzahlen von 1753 bis 2024 | Dörnigheim: Einwohnerzahlen von 1753 bis 2024 | Dörnigheim: Einwohnerzahlen von 1753 bis 2024 |
| --- | --------------------------------------------- | --------------------------------------------- | --------------------------------------------- | --------------------------------------------- |
| Jahr |                                               |                                               |                                               | Einwohner                                     |
| 1753 | 1753                                          |                                               | 463                                           | 463                                           |
| 1812 | 1812                                          |                                               | 559                                           | 559                                           |
| 1834 | 1834                                          |                                               | 640                                           | 640                                           |
| 1840 | 1840                                          |                                               | 744                                           | 744                                           |
| 1846 | 1846                                          |                                               | 917                                           | 917                                           |
| 1852 | 1852                                          |                                               | 868                                           | 868                                           |
| 1858 | 1858                                          |                                               | 898                                           | 898                                           |
| 1864 | 1864                                          |                                               | 962                                           | 962                                           |
| 1871 | 1871                                          |                                               | 1.101                                         | 1.101                                         |
| 1875 | 1875                                          |                                               | 1.151                                         | 1.151                                         |
| 1885 | 1885                                          |                                               | 1.273                                         | 1.273                                         |
| 1895 | 1895                                          |                                               | 1.343                                         | 1.343                                         |
| 1905 | 1905                                          |                                               | 1.875                                         | 1.875                                         |
| 1910 | 1910                                          |                                               | 2.167                                         | 2.167                                         |
| 1925 | 1925                                          |                                               | 2.396                                         | 2.396                                         |
| 1939 | 1939                                          |                                               | 2.746                                         | 2.746                                         |
| 1946 | 1946                                          |                                               | 3.877                                         | 3.877                                         |
| 1950 | 1950                                          |                                               | 4.259                                         | 4.259                                         |
| 1956 | 1956                                          |                                               | 5.466                                         | 5.466                                         |
| 1961 | 1961                                          |                                               | 7.073                                         | 7.073                                         |
| 1967 | 1967                                          |                                               | 14.672                                        | 14.672                                        |
| 1970 | 1970                                          |                                               | 16.302                                        | 16.302                                        |
| 2006 | 2006                                          |                                               | 15.341                                        | 15.341                                        |
| 2015 | 2015                                          |                                               | 15.933                                        | 15.933                                        |
| 2018 | 2018                                          |                                               | 16.890                                        | 16.890                                        |
| 2022 | 2022                                          |                                               | 16.970                                        | 16.970                                        |
| 2024 | 2024                                          |                                               | 17.161                                        | 17.161                                        |
| Datenquelle: Historisches Gemeindeverzeichnis für Hessen: Die Bevölkerung der Gemeinden 1834 bis 1967. Wiesbaden: Hessisches Statistisches Landesamt, 1968. Weitere Quellen: ; Stadt Maintal |                                               |                                               |                                               |                                               |

### Religionszugehörigkeit
Quelle: Historisches Ortslexikon
| • 1885: | 1199 evangelische (= 94,19 %), 29 katholische (= 2,28 %), 45 jüdische (= 3,53 %) Einwohner |
| • 1961: | 4844 evangelische (= 68,49 %), 1915 katholische (= 27,07 %) Einwohner                      |

## Religion

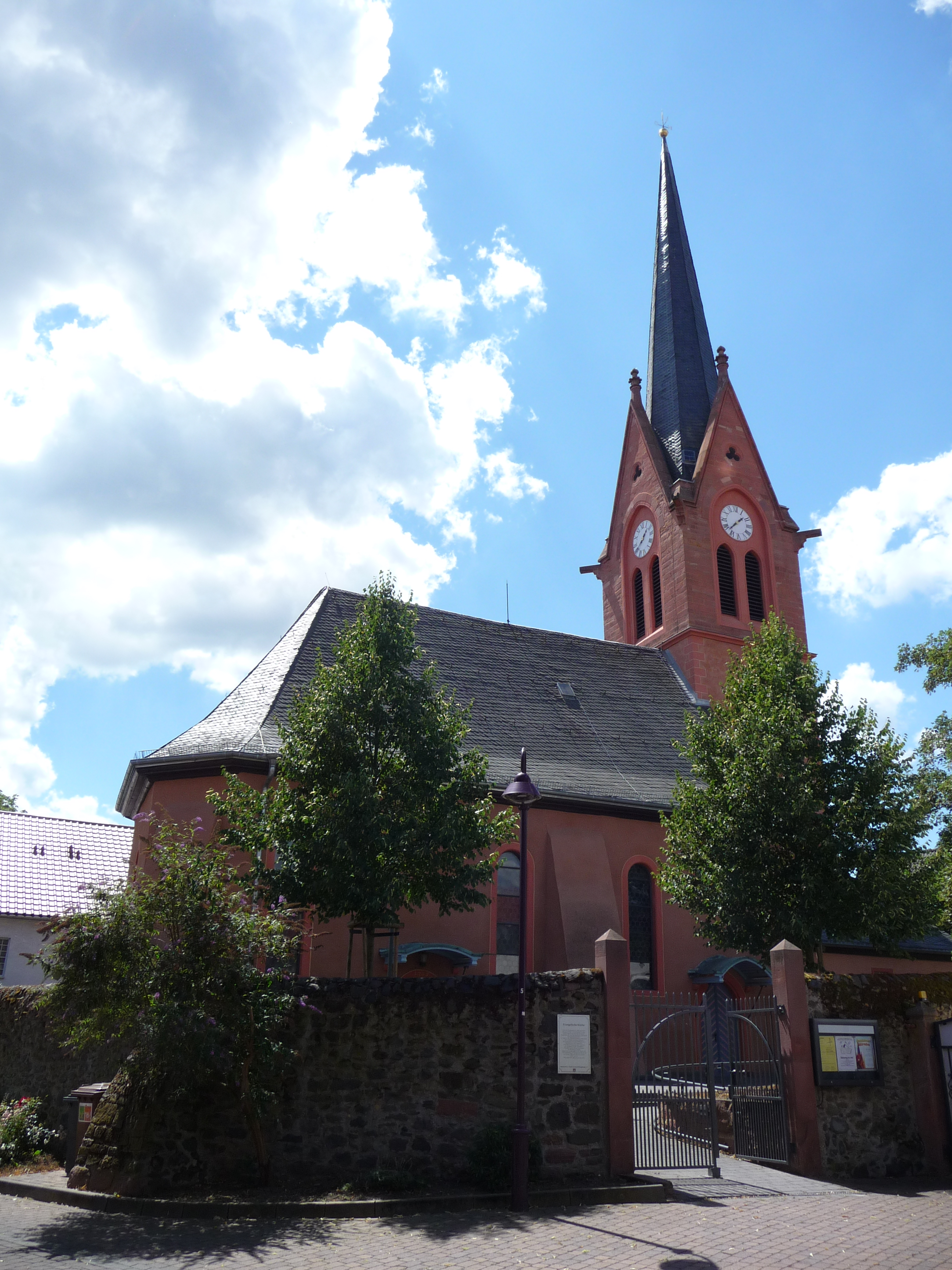
Evangelische Kirche

Bereits in der Urkunde von 793, der ältesten Erwähnung Dörnigheims, wird die heutige Alte Kirche am Main als basilica s. Marie erwähnt. Das Patronat lag zunächst bei der Pfalz, seit dem 16. Jahrhundert bei Hanau. Kirchliche Mittelbehörde war vor der Reformation das Archidiakonat des Propstes von St. Maria ad Gradus in Mainz, Landkapitel Roßdorf. Danach war das evangelische Konsistorium der Regierung in Hanau die Aufsichtsbehörde. Die Kirche war bis 1720 eine Filiale der Kirche von Kesselstadt, bevor sie selbständig wurde.

## Flächennutzung
Quelle: Historisches Ortslexikon
- 1885 (Hektar): 980, davon 500 Acker (= 51,02 %), 120 Wiesen (= 12,24 %), 240 Holzungen (= 24,49 %)
- 1961 (Hektar): 985, davon 212 Wald (= 21,52 %)

## Wappen und Flagge
Wappen

Banner von Dörnigheim

Blasonierung: „In Rot ein aus einem blauen Fluss aufsteigenden, silbernen, blaubewehrten Schwan, auf der Brust belegt mit einer schwarzen E-förmigen Ortsmarke.“
Das Wappen wurde der Stadt Dörnigheim im damaligen Landkreis Hanau am 9. Januar 1957 durch das Hessische Innenministerium genehmigt. Gestaltet wurde es durch den Bad Nauheimer Heraldiker Heinz Ritt.
Der Fluss im Schildfuß symbolisiert den Main, an dem Dörnigheim liegt. Der Schwan stammt aus dem Wappen der Grafen von Hanau, deren Helmzier ein Schwan war. Er symbolisiert also die Zugehörigkeit zur Grafschaft Hanau. Das E ist die seit dem 17. Jhd. Bekannte Ortsmarke von Dörnigheim.

Flagge
Die Flagge wurde der Gemeinde am 7. August 1968 durch das Hessische Innenministerium genehmigt und wird wie folgt beschrieben:
„Zwischen schmalen roten Seitenbahnen eine breite silberne Mittelbahn, im oberen Drittel belegt mit dem Stadtwappen.“

## Verkehr und Infrastruktur
Dörnigheim ist durch die Lage im Rhein-Main-Gebiet und der direkten Nähe zu Frankfurt und Hanau, ein günstig gelegener Wirtschaftsstandort. Im Osten und im Norden grenzen zudem die Gewerbegebiete Maintal-Ost und Maintal-Mitte an den Stadtteil.
Dörnigheim liegt verkehrsgünstig. Der Bahnhof Maintal Ost liegt im Norden des Stadtteils an der Bahnstrecke Frankfurt–Hanau und wird von Regionalzügen der Relation Frankfurt–Maintal–Hanau(–Aschaffenburg) angefahren. Geplant ist der Anschluss an die Nordmainische S-Bahn.
Die A 66 mit der Anschlussstelle Maintal-Dörnigheim / Maintal-Hochstadt verläuft nördlich des Stadtteils, die B 8 mitten durch den Ortskern entlang des Mains.
Am Dörnigheimer bzw. am gegenüber liegenden Mainufer verlaufen mehrere Radwanderwege:
- Der Hessischen Radfernweg R3 (Rhein-Main-Kinzig-Radweg) führt unter dem Motto Auf den Spuren des Spätlesereiters. entlang von Rhein, Main und Kinzig über Fulda nach Tann in der Rhön.
- Der Main-Radweg führt von den Quellen des Weißen- und Roten Mains bis nach Mainz zur Mündung in den Rhein.
- Die D-Route 5 (Saar-Mosel-Main) von Saarbrücken über Trier, Koblenz, Mainz, Frankfurt am Main, Würzburg und Bayreuth bis zur tschechischen Grenze (1.021 km).
- Die Regionalpark Rundroute führt über 190 km durch die vielseitige Landschaft der RheinMain Region.
- Der regionale Themenradweg Hessische Apfelwein- und Obstwiesenroute.